# Adelia cinerea
Adelia cinerea är en törelväxtart som först beskrevs av Ira Loren Wiggins och Reed Clark Rollins, och fick sitt nu gällande namn av A.Cerv., V.W.Steinm. och José Flores. Adelia cinerea ingår i släktet Adelia och familjen törelväxter. Inga underarter finns listade i Catalogue of Life.